# Pachyptila salvini

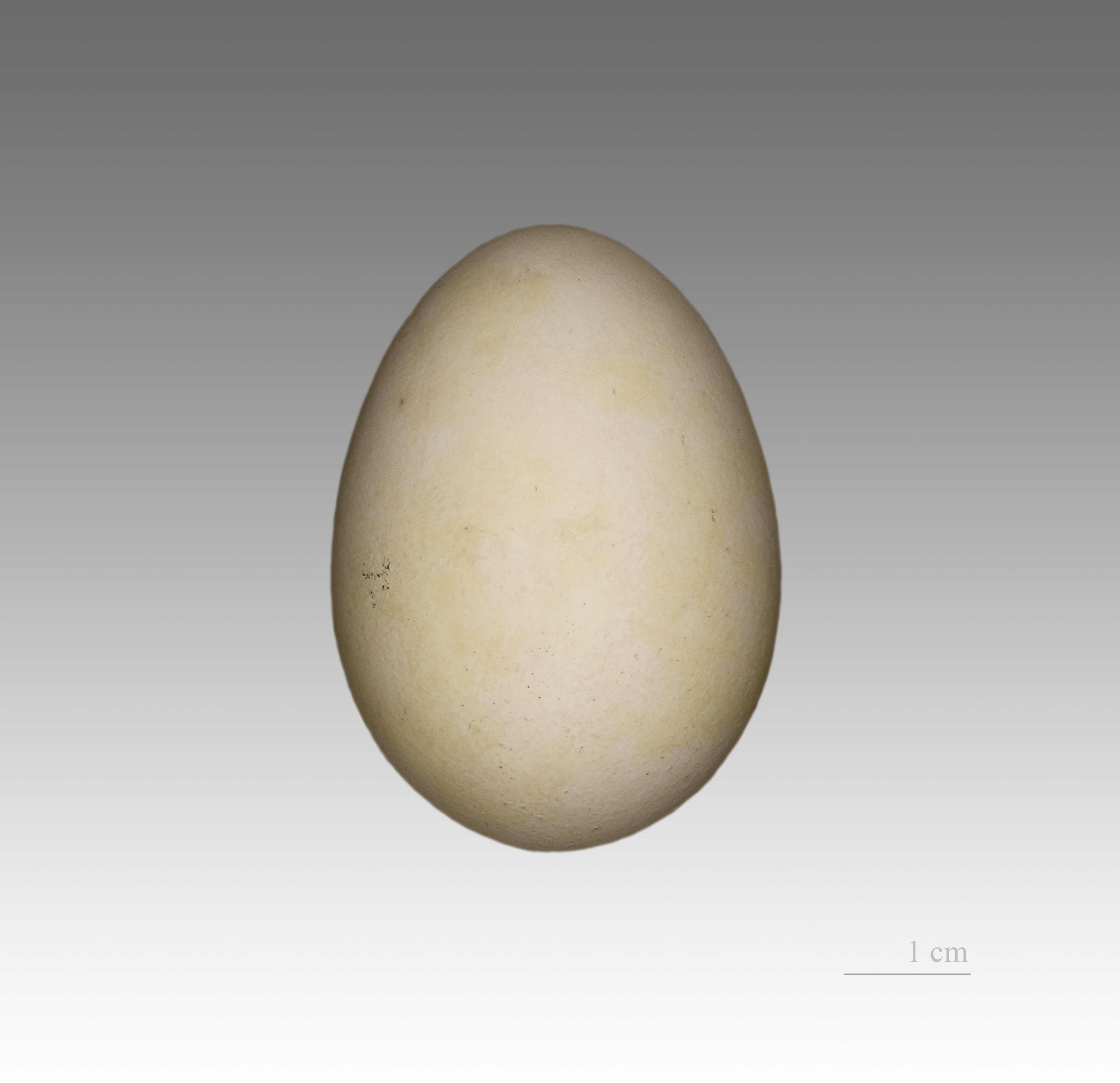
Pachyptila salvini

Faigão-das-crozet ou faigão-de-salvin (Pachyptila salvini) é uma espécie de ave marinha da família Procellariidae.
Pode ser encontrada nos seguintes países: Austrália, Chile, Terras Austrais e Antárticas Francesas, Nova Zelândia, Peru e África do Sul.